# Lech Grzmociński

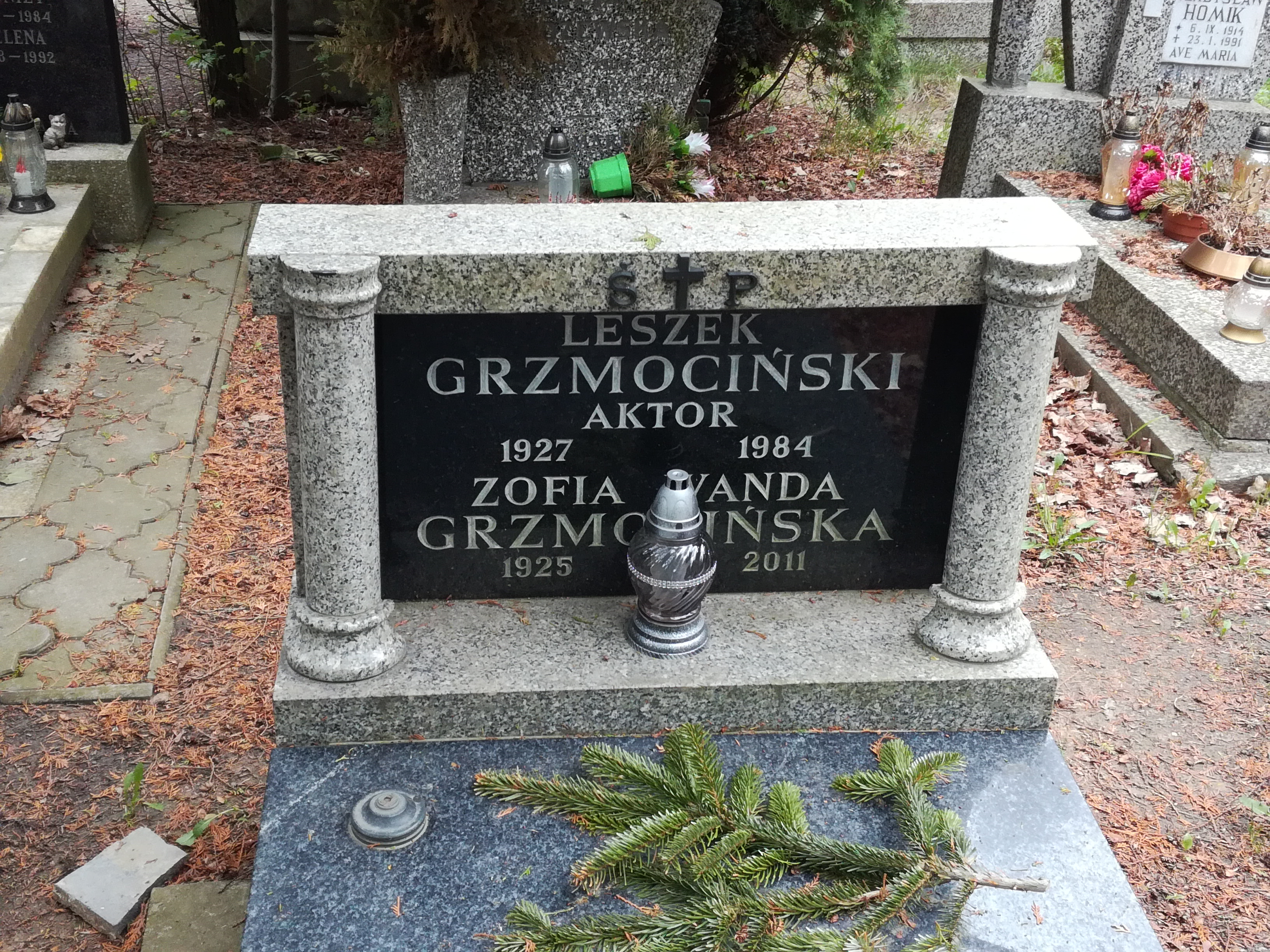
Grób Lecha Grzmocińskiego na cmentarzu Łostowickim

Lech Grzmociński (ur. 7 kwietnia 1927 w Toruniu, zm. 8 maja 1984 w Gdańsku) – polski aktor filmowy, telewizyjny oraz teatralny.

## Życiorys
W 1952 r. zdał w Warszawie aktorski egzamin eksternistyczny. Występował na scenach teatralnych, w filmach fabularnych i serialach telewizyjnych oraz w spektaklach Teatru Telewizji (1968–1983) i słuchowiskach Teatru Polskiego Radia (1955–1980). 
Zmarł w Gdańsku, pochowany 14 maja 1984 na cmentarzu Łostowickim (kwatera 11-25-12).

## Kariera aktorska
- 1949–1953 Teatr im. Stefana Jaracza w Olsztynie
- 1953–1956 Teatr Ziemi Pomorskiej w Toruniu
- 1957–1984 Teatr Wybrzeże w Gdańsku

Źródło:.

## Filmografia
- 1955: Podhale w ogniu jako Kozak
- 1958: Wolne miasto jako niemiecki fotograf
- 1962: Mój stary jako marynarz w porcie
- 1963: Ostatni kurs jako bandzior napastujący Krystynę
- 1964: Banda jako pracownik Stoczni Gdańskiej
- 1964: Koniec naszego świata jako szef Gestapo
- 1967: Westerplatte jako żołnierz niemiecki rozbrajający majora Sucharskiego
- 1968: Ostatni po Bogu jako członek załogi
- 1968: Stawka większa niż życie jako sierżant kontrolujący Klossa na dworcu (odc.2-Hotel Excelsior)
- 1969: W każdą pogodę jako oficer
- 1970: Kaszëbë jako Konkol
- 1971: Jeszcze słychać śpiew. I rżenie koni... jako Patro
- 1972: Tajemnica Wielkiego Krzysztofa jako gdańszczanin
- 1972: Z tamtej strony tęczy jako mężczyzna w pociągu
- 1974: Gniazdo jako Bronisz
- 1974: Ile jest życia jako Sierawski (odc.4-Jeszcze wystrzał); taksówkarz (odc.6-Nauka chodzenia)
- 1975: Czerwone i białe jako chłop Czarniawy
- 1975: Hazardziści jako rymarz Bolesław Pacuła, uczestnik napadu
- 1975: Skazany jako motocyklista
- 1976: Zaklęty dwór (odc.6-Va banque)
- 1976: Znaki szczególne jako kapitan statku (odc.3-Układy)
- 1977: Kapitan z "Oriona" jako bosman
- 1977: Królowa pszczół jako milicjant Gruza
- 1977: Prawo Archimedesa jako członek komitetu organizacyjnego maratonu
- 1977: Struny jako dyrektor stoczni
- 1977: Śmierć prezydenta jako poseł "Piasta"
- 1977: Zimne ognie jako kierowca Paweł
- 1977: Znak orła jako gospodarz (odc.2)
- 1978: Dux Polonorum - Niemcza 1017 Rok (film dokumentalny, fabularyzowany) jako Bolesław Chrobry
- 1978: Życie na gorąco jako członek organizacji "W" (odc.3-Marsylia)
- 1979: Blaszany bębenek (Die Blechtrommel) jako Stauer
- 1979: Ojciec królowej jako szlachcic, gość weselny
- 1979: W słońcu i w deszczu jako Józef, brat Bolka (odc.1, 5)
- 1979: Zerwane cumy jako żołnierz
- 1980: Królowa Bona jako szlachcic u królowe w sprawie Puszczy (odc. 5)
- 1980: Przed odlotem jako dozorca
- 1980: Smak wody jako mąż gospodyni
- 1981: Człowiek z żelaza jako kierowca, pracownik SB
- 1981: Krótki dzień pracy jako komendant wojewódzki MO w Radomiu
- 1982: Dom jako Siekierko, ojciec Uli (odc.10–11)
- 1983: Stan wewnętrzny jako dyrektor stoczni
- 1983: Synteza jako ochroniarz Muanty
- 1983: Śledztwo porucznika Tomaszka jako kapral Smolak

Źródło:

## Odznaczenia
- Srebrny Krzyż Zasługi (1971)
- Odznaka „Zasłużony Działacz Kultury” (1979)
- Odznaka honorowa „Zasłużonym Ziemi Gdańskiej” (1975)
- Odznaka honorowa „Za zasługi dla Gdańska” (1966)

Źródło:.

## Nagrody i wyróżnienia
- wyróżnienie na Festiwalu Polskich Sztuk Współczesnych we Wrocławiu za rolę Janka Kubicy w spektaklu Trzeba było iskry (1951)[1]
- nagroda WRN w Gdańsku na IV Festiwalu Teatrów Polski Północnej w Toruniu za rolę Ryszarda Egli w spektaklu Frank V w Teatrze Wybrzeże w Gdańsku (1962)[3]
- „Order Stańczyka” za rolę Jana w telewizyjnej inscenizacji Panny Julii Strindberga (1969)[1]